# Bartolomeo Nazari

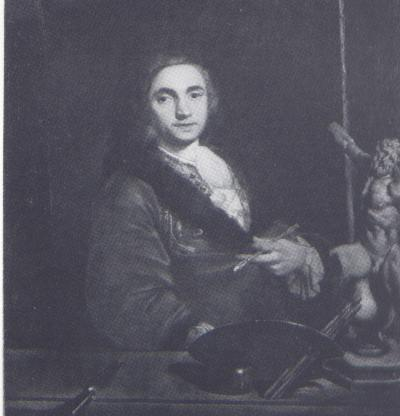
Autoritratto, coll. privata, Bologna

Bartolomeo Nazari (Clusone, 31 maggio 1693 – Milano, 24 agosto 1758) è stato un pittore italiano.

## Biografia e opere
Nato a Clusone, paese della Val Seriana in Provincia di Bergamo, fu avviato all'apprendimento delle arti pittoriche fin dai primi anni.
La sua famiglia difatti ebbe altri famosi ritrattisti, situazione che gli permise di svolgere l'apprendistato presso Giuseppe Ghislandi, noto come Fra Galgario.

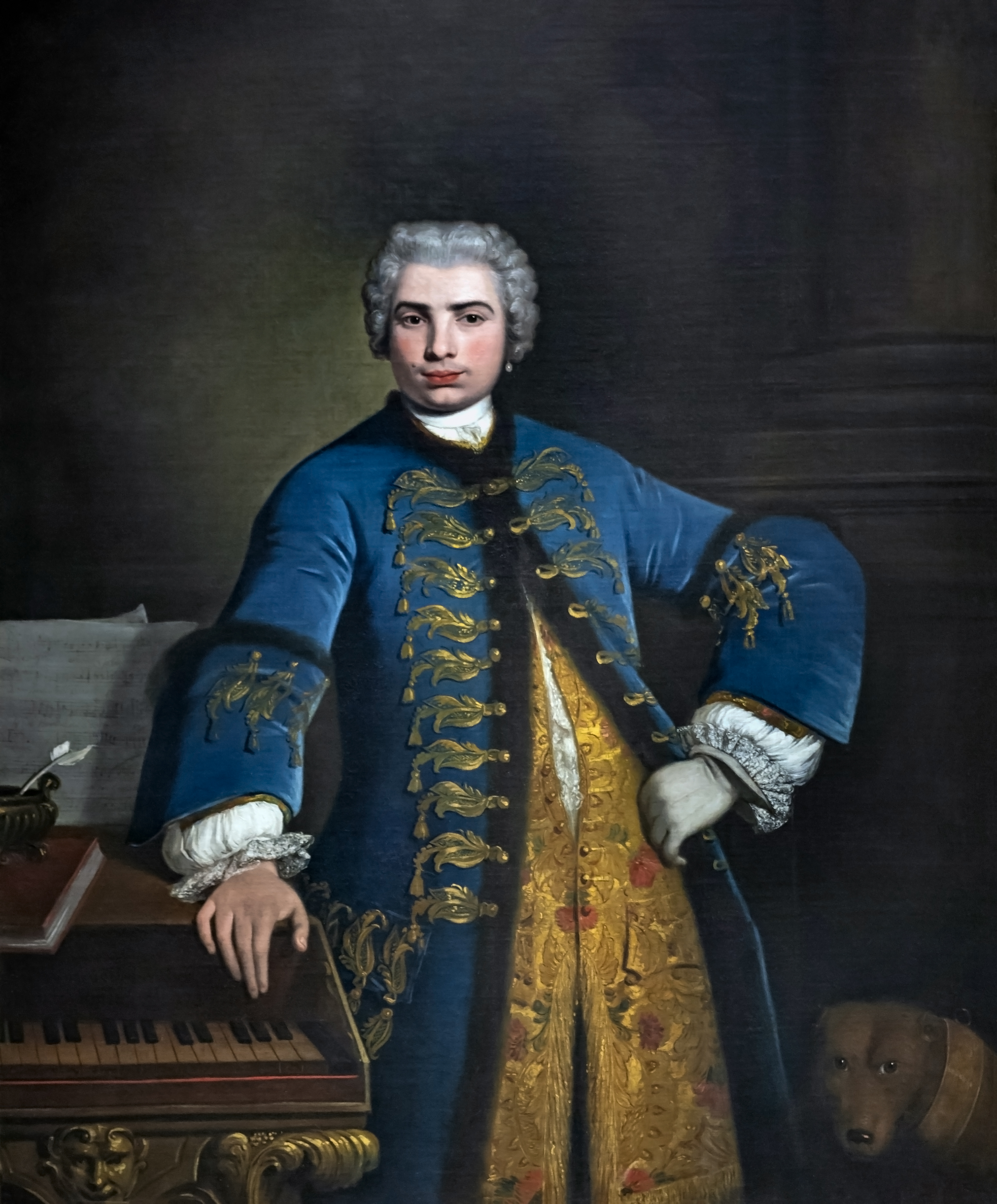
Ritratto di Farinelli, Royal College Museum, Londra

Grazie ad un sussidio economico donato da Ventura Fanzago, ebbe la possibilità di recarsi a soli 17 anni, a Venezia, dove fu apprendista di Angelo Trevisani e in seguito collaboratore di Francesco Trevisani e di Benedetto Luti.
Si recò anche a Roma, in quel tempo tappa obbligata per gli artisti emergenti, dopodiché dopo un soggiorno di circa tre anni, ritornò nel capoluogo lagunare. Qui seppe stringere rapporti importanti con l'aristocrazia locale, situazione che gli permise di ottenere un gran numero di commissioni. La sua principale attività difatti consisteva nell'eseguire ritratti molto curati, una giusta via di mezzo tra l'arte di Sebastiano Ricci e quella di Giovanni Battista Piazzetta.
La sua fama giunse anche nella sua terra natia, dove ebbe modo di mettersi in luce con l'esecuzione di dipinti dall'alto contenuto artistico, sempre per esponenti dell'aristocrazia.

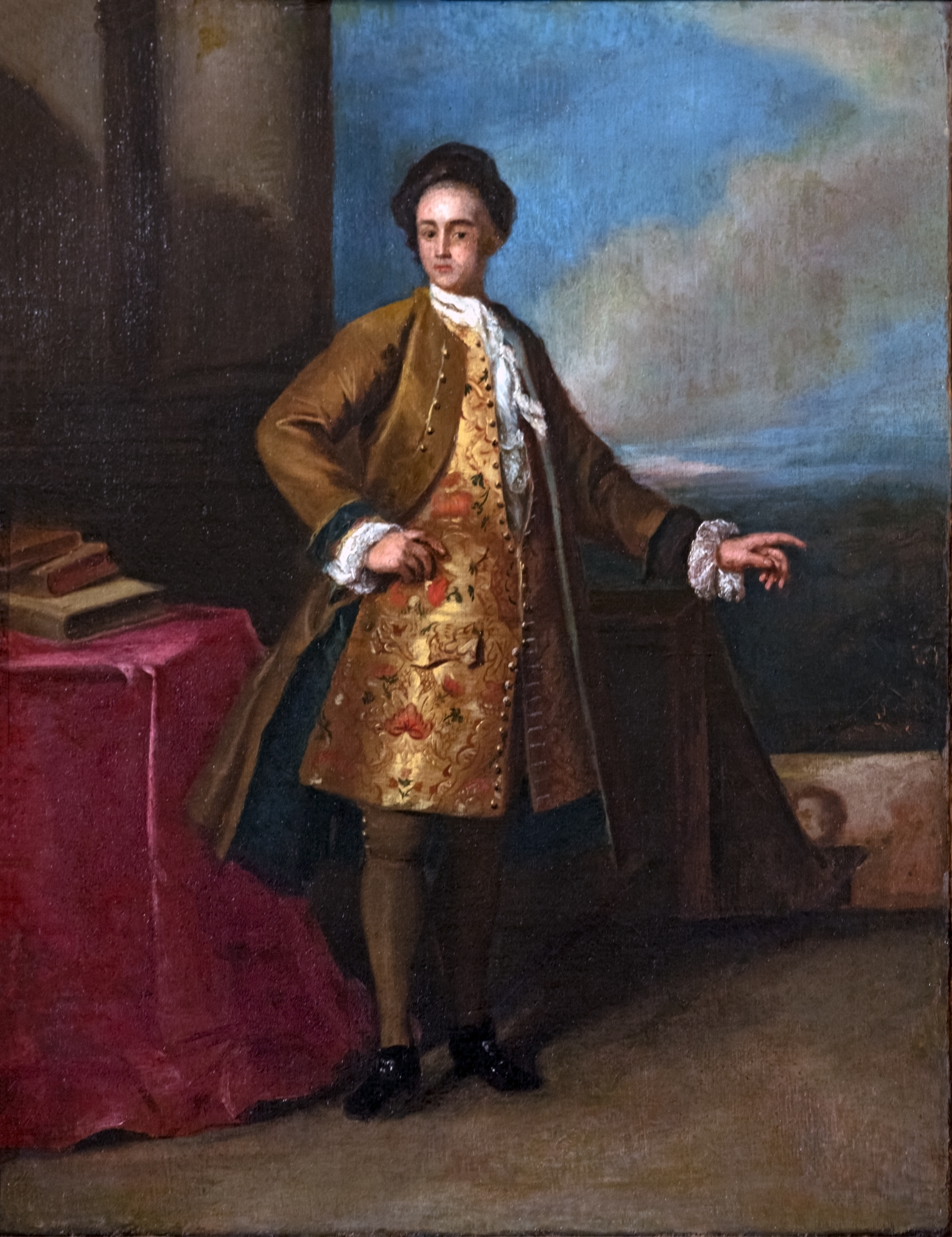
Ritratto di Samuel Egerton, dettaglio, Museo del Settecento veneziano, Venezia

Le sue attività comprendevano anche la collaborazione con due suoi figli, Nazario e Maria Giacomina, ai quali cercò di trasmettere le sue abilità pittoriche. Con il primo ebbe tuttavia un rapporto burrascoso per via della sua dissipata, tanto da interrompere ogni contatto per una decina di anni. Soltanto nel 1756 vi fu un riavvicinamento, quando il padre decise di affidare la bottega veneziana al figlio, al fine di garantirne una continuità.
Si trasferì quindi a Genova dove ebbe modo di ritrarre il doge, e infine a Milano, dove morì nel 1758.
Esponente del tardo barocco, fu un rinomato ritrattista. Numerosi furono infatti i dipinti raffiguranti personalità di spicco di allora, e non solo riferiti all'ambito di Venezia e Bergamo, le due città in cui operò maggiormente. I principali sono quelli raffiguranti Canaletto, Francesco Correr, il cardinale Vincenzo Querini, i procuratori Alvise Mocenigo, Nicolò Venier, Zaccaria Canal e Lorenzo Morosini. Molto rinomato è il ritratto equestre del maresciallo Johann Matthias von der Schulenburg, eseguito a grandezza naturale. Spiccano inoltre le opere degli aristocratici bergamaschi appartenenti alle famiglie Angelini, Rota e Gallizioli, nonché al conte Giacomo Carrara.
Nel 1744 fu a Francoforte, dove ritrasse l'imperatore Carlo VII e altri personaggi.
Non mancò di realizzare anche opere di soggetto sacro, come prova la pala realizzata per la Parrocchiale di Cologno al Serio.
Furono pittori sua figlia Maria Giacomina e suo figlio Nazario.